# Panopoda combinata
Panopoda combinata là một loài bướm đêm trong họ Erebidae.